# 従妹ベット
『従妹ベット』（いとこベット、仏：La Cousine Bette）はフランスの作家オノレ・ド・バルザックによる長編小説。彼の作品群『人間喜劇』では「風俗研究」の「パリ生活風景」に分類されている。
1846年10月～12月までコンスティテューショネル紙(fr:Le Constitutionnel)に連載され、翌年従兄ポンスと共に「貧しき縁者」として出版。

## あらすじ
未婚の中年女性ベットがヴァレリーと示し合せて、周りを破滅に導くさまを描いている。
ユロ家から援助を受けて暮らすユロ男爵の妻であるアドリーヌの従妹のリスベット・フィッシェルは、密かにポーランドの亡命貴族ヴェンツェスラス・シタインボック伯爵と数年間同棲して貯金を全部使い彫刻家になる為の援助をしていたが、アドリーヌの娘・オルタンスに略奪されてしまう。
ユロ男爵の部下の役人のマルネフの妻ヴァレリーは、リスベットがユロ男爵の親戚と知って友人になって情報を交換するようになり、リスベットとヴァレリーは復讐の為ユロに近付く。
ヴァレリーはユロ男爵とクルヴェルの援助で金持ちとなり、リスベットは男爵の兄であるユロ元帥と結婚する事でユロ家の庇護者となる計画を立てる。ユロはヴァレリーに入れ揚げた挙句、公金を横領する。アドリーヌやリスベットの叔父ジョアン・フィッシェルはユロの公金横領の件でアルジェリアで獄中自殺。ユロ元帥は弟の不祥事により心労で死去。ユロは辞職後姿を消す。
終盤でクルヴェルとヴァレリーは結婚するが、伝染病により死を遂げる。アドリーヌは失踪した夫を発見し、家へ連れ戻す。ユロ家に平穏が戻り、リスベットは復讐が叶わず失意の内に病死する。
ユロ男爵は改心せず新たに雇った炊事女を口説き、それをアドリーヌに目撃されショックの余り死去。ユロはアドリーヌの死去後すぐに再婚。

## 登場人物
- リスベット・フィッシェル (fr:Élisabeth Fischer)

通称ベット。40歳を過ぎた未婚の老嬢で醜女。従姉で美人のアドリーヌ・ユロに激しい嫉妬心をもち、ベットが保護していた年下の彫刻家ヴェンツェスラス・シタインボックがアドリーヌの娘オルタンスと結婚してしまったことをきっかけにユロ家に対する復讐の鬼と化した。
- エクトル・ユロ男爵 (fr:Baron Hulot d'Ervy)

参議院議員であり陸軍省局長。女遊びに財産を蕩尽してしまい、妻のアドリーヌ、兄のユロ元帥、息子のヴィクトランなどに測り知れない災厄をもたらした。遊び相手の女は女優のジェニー・カディーヌやジョゼファ・ミラー、人妻のヴァレリー・マルネフ、破産した後(ヴィデルと名乗る)もオランプ・ビジョー、エロディ、アタラ・ジュディチなどにうつつを抜かし続けた。
名前はヴィクトル・ユーゴーに由来する。　　　　　　　　　
- セレスタン・クルヴェル (fr:Célestin Crevel)

香料商人から成り上がりパリ区長となった男。自分の愛人ジョゼファ・ミラーをエクトル・ユロに奪われたことに恨みをもち、ユロの妻アドリーヌを誘惑しようとしたり、人妻のヴァレリー・マルネフをエクトル・ユロと競い合ったりした。
- ヴァレリー・マルネフ (fr:Valérie Marneffe)

モンコルネ元帥の私生児。小役人マルネフの妻。夫の出世の見返りにエクトル・ユロの愛人となったが、他にもセレスタン・クルヴェル、ヴェンツェスラス・シタインボックなどを愛人として手玉に取った。ベットと共謀してユロ家に対する復讐に加担した。
- ヴェンツェスラス・シタインボック (fr:Wenceslas Steinbock)）

ポーランドの亡命貴族。彫刻家。カール12世に仕えた将軍の姪孫。自殺を図るがリスベットに助けられる。リスベットの世話を受けていたが、オルタンスと結婚。
- ユロ元帥 (fr:Maréchal Hulot)

エクトルの兄。ベットと結婚する予定だった。作者の別作品ふくろう党の登場人物。
- アドリーヌ・ユロ (fr:Baronne Hulot d'Ervy)

エクトルの妻。貞淑で信仰心が厚い。
名前(旧姓のアドリーヌ・フィッシェル)はヴィクトル・ユーゴーの妻・アデール・フーシェ（fr:Adèle Foucher)に由来する。
- オルタンス (fr:Comtesse Hortense Steinbock)

エクトルの娘。ヴィクトランの妹。
- ヴィクトラン・ユロ (fr:Victorin Hulot d'Ervy)

エクトルの息子。弁護士・代議士。妻はクルヴェルの娘・セレスティーヌ。ヌーリッソン婆さんにヴァレリーへの復讐を依頼。
- モンテス・ド・モンテジャノス (Montes De Montejanos)

ヴァレリーの愛人。ブラジル人。ヴァレリーを伝染病に罹らせる。
- ジャン・ポール・スタニスラス・マルネフ (Jean Paul Stanislas Marneffe)

ヴァレリーの夫。役人。
- ジョアン・フィッシェル (Johann Fischer)

馬糧商人。兄が二人いる(長兄ピエールはリスベットの父・次兄アンドレはアドリーヌの父)。

## 映像化作品
- 『従妹ベット』（1927年 フランスの映画） マックス・ド・リュウ監督、アンリ・ティソ主演
- 『従妹ベット』（1964年 フランスのテレビ映画） イヴ・アンドレ・ユベール監督、アリス・サプリッチ主演

日本では1967年10月10日にNHK教育テレビジョンで放送 
- 『従妹ベット』（1971年 イギリス・BBC制作のテレビドラマ、5回放送）ガレス・デイヴィス監督、マーガレット・タイザック主演
- 『従妹ベット』（1998年 イギリス、アメリカの映画） デス・マッカナフ監督、ジェシカ・ラング主演